# Conformació de feixos
La conformació de feixos (en anglès beamforming) (Haykin 1999) és una forma espacial de filtratge i és usada per distingir entre les propietats espacials d'un senyal objectiu i el soroll de fons. El dispositiu utilitzat per a fer-ho és anomenat conformador de feixos (beamformer).
La tasca de conformar fas és compatible amb l'ús d'una xarxa neuronal, de la qual s'han obtingut proves rellevants dels estudis de físic acústica a les respostes auditives de l'ésser humà i dels estudis del mapeig de característiques en les capes corticals dels sistemes auditius d'eco-localització dels ratpenats. L'eco-localització dels ratpenats lumina l'entorn circumdant emetent senyals de sonar de freqüència modulada de curta durada i després utilitza el seu sistema auditiu per enfocar la seva atenció en la seva presa. Les orelles subministren al ratpenat alguna forma de filtratge espacial, interferometria per ser precisos, la qual és després aprofitada pel sistema auditiu per produir selectivitat de l'atenció.
La conformació de feixos és comunament usada en sistemes de sonar i radar on la tasca primària és detectar i seguir rastre d'un objectiu d'interès en la presència combinada d'un receptor de soroll i els senyals d'interferència (Jammers). Aquesta activitat es complica per dos factors:
- El senyal objectiu s'origina d'una adreça desconeguda.
- No hi ha informació a priori disponible dels senyals d'interferència.

Una manera de tractar amb situacions d'aquesta classe és usar un reixat de lòbul lateral generalitzada com es mostra a la figura.
El sistema consisteix dels següents components:
- Un acord d'elements d'antena, que subministra un mitjà per mostrejar els senyals observats en punts discrets de l'espai.
- Un combinacions lineals definit per un conjunt de pesos fixos, la sortida de la qual és la resposta requerida. Aquest combinacions lineals actua com un filtre espacial, caracteritzat per un patró de radiació, és a dir, un diagrama polar de l'amplitud de la sortida de l'antena versus l'angle d'incidència d'un senyal entrant. El lòbul principal d'aquest patró de radiació és apuntat a través d'una adreça prescrita, per a la qual la cancel es restringeix a produir una resposta sense distorsió. La sortida del combinat lineal, denotada per d (n), subministra una resposta desitjada al formador de feixos.
- Una matriu de bloqueig de senyal Ca, la funció és cancel·lar la interferència que s'escapa del lòbul lateral del patró de radiació del filtre espacial representant el combinador lineal.
- Una xarxa neuronal de paràmetres ajustables, dissenyada per a acomodar variacions estadístiques en els senyals d'interferència.

L'ajustament dels paràmetres lliures de la xarxa neuronal són realitzats per un algorisme d'aprenentatge per correcció d'error que opera sobre el senyal d'error e (n), definida com la diferència entre la sortida del combinat lineal d (n) i la sortida actual i (n) de la xarxa neuronal. Així la cancel opera sota la supervisió del combinat lineal que assumeix el paper del "professor". Com passa amb l'aprenentatge supervisat ordinari, noti's que el combinat lineal està fora del bucle de retroalimentació que actua sobre la xarxa neuronal. Un conformador de feixos que utilitza una xarxa neuronal per aprendre és anomenat un formador de feixos neuronal o neuro-formador de feixos. Aquesta classe de màquina d'aprenentatge ve sota el títol general de neurocomputadoras d'atenció (attentional neurocomputers).